# Anita Baker

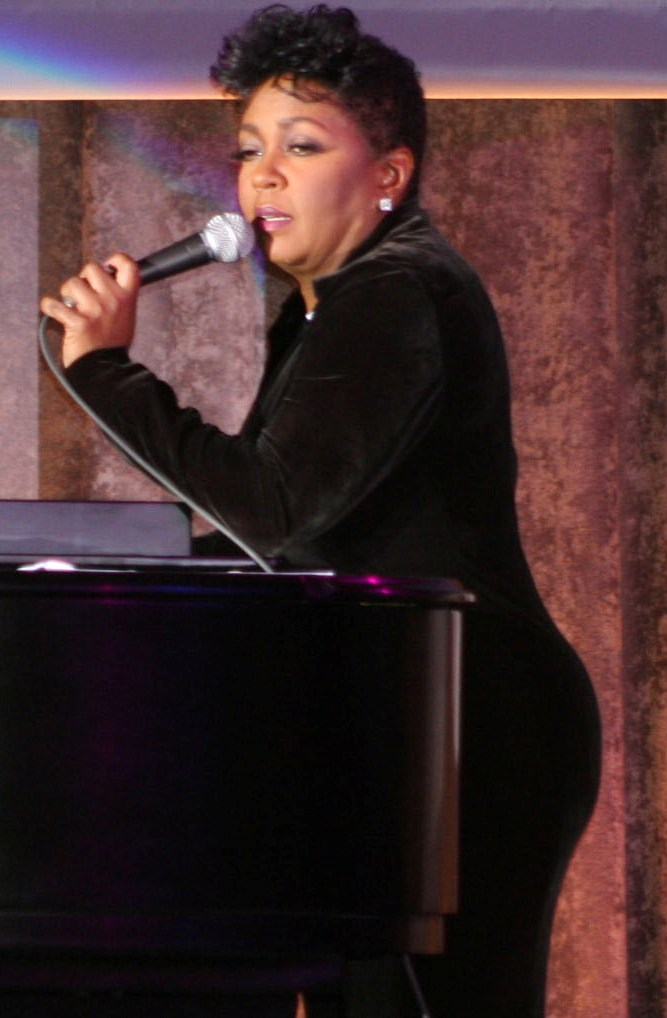
Anita Baker (2008)

Anita Denise Baker (* 26. Januar 1958 in Toledo, Ohio) ist eine US-amerikanische Jazz- und Soul-Sängerin.

## Leben
Anita Baker begann ihre Sängerlaufbahn in einem Gospelchor im Alter von zwölf Jahren. Ihre Vorbilder damals waren Ella Fitzgerald, Sarah Vaughan und Nancy Wilson, die ihren Gesangsstil auch heute noch deutlich hörbar beeinflussen. 1976 ersetzte sie Caroline Crawford in der Detroiter Band Chapter 8 und nahm mit ihr auch Schallplatten für Ariola auf. Nachdem sie 1979 aus der Band ausgestiegen war, jobbte sie als Sängerin in Detroit von einem unterbezahlten Job zum nächsten. Anfang der 80er Jahre ging sie dann nach Los Angeles und konnte 1983 ihr erstes Soloalbum veröffentlichen, jedoch noch ohne größeren Erfolg.
Der Durchbruch gelang ihr 1986, nachdem sie 1985 bei Elektra Records unter Vertrag kam. Mit ihrer ersten LP Rapture gewann sie 1987 den Grammy Award für die beste R&B-Darbietung einer Frau und die Platte erreichte fünffachen Platin-Status. Es gab mehrere Pophits auf diesem Album, das geprägt ist von leichten jazzangehauchten Soulballaden. Caught up in the rapture und Sweet Love dürften die bekanntesten Songs dieses Albums sein.
Ihre weiteren Alben wurden dann weitaus stärker vom Jazz beeinflusst, und Anita Baker wandelte sich von der Popballadensängerin auf Rapture zu einer angesehenen Jazzsängerin der jüngeren Generation. Auch Giving You the Best That I Got, der darauf enthaltene Titelsong, und Compositions wurden jeweils mit einem Grammy für die beste R&B-Darbietung ausgezeichnet, sodass sie drei Jahre in Folge (1989–1991) abermals diesen Musikpreis erhielt. Mit I apologize hatte sie 1994 einen weiteren Hit, der ebenfalls mit einem Grammy ausgezeichnet wurde.
Nach zehnjähriger Pause veröffentlichte sie 2004 mit My Everything wieder ein Album.
Stand 2017 hat Baker insgesamt acht Grammy Awards, vier American Music Awards und sieben Soul Train Music Awards gewonnen. 2018 gewann sie bei den BET Awards den Lifetime Achievement Award. 2013 wurde sie in die Michigan Rock and Roll Legends Hall of Fame aufgenommen. 1994 bekam sie einen Stern auf dem Hollywood Walk of Fame (7021 Hollywood Blvd.).
Sie war verheiratet und hat zwei Söhne, von denen einer am Berklee College of Music studiert.

## Diskografie

### Studioalben
| Jahr | Titel                          | Höchstplatzierung, Gesamtwochen, AuszeichnungChartplatzierungen (Jahr, Titel, Platzierungen, Wochen, Auszeichnungen, Anmerkungen) | Höchstplatzierung, Gesamtwochen, AuszeichnungChartplatzierungen (Jahr, Titel, Platzierungen, Wochen, Auszeichnungen, Anmerkungen) | Höchstplatzierung, Gesamtwochen, AuszeichnungChartplatzierungen (Jahr, Titel, Platzierungen, Wochen, Auszeichnungen, Anmerkungen) | Höchstplatzierung, Gesamtwochen, AuszeichnungChartplatzierungen (Jahr, Titel, Platzierungen, Wochen, Auszeichnungen, Anmerkungen) | Höchstplatzierung, Gesamtwochen, AuszeichnungChartplatzierungen (Jahr, Titel, Platzierungen, Wochen, Auszeichnungen, Anmerkungen) | Anmerkungen                                           |
| Jahr | Titel                          | DE | AT | CH | UK | US | Anmerkungen                                           |
| ---- | ------------------------------ | --- | --- | --- | --- | --- | ----------------------------------------------------- |
| 1983 | The Songstress                 | — | — | — | — | US139 (11 Wo.)US | Erstveröffentlichung: 31. Mai 1983                    |
| 1987 | Rapture                        | DE50 (7 Wo.)DE | — | — | UK13 Platin · (47 Wo.)UK | US11 ×5Fünffachplatin · (157 Wo.)US                                                                                               | Erstveröffentlichung: 20. März 1987                   |
| 1988 | Giving You the Best That I Got | — | — | — | UK9 Gold · (20 Wo.)UK | US1 ×3Dreifachplatin · (42 Wo.)US                                                                                                 | Erstveröffentlichung: 18. Oktober 1988                |
| 1990 | Compositions                   | DE36 (11 Wo.)DE | — | — | UK7 Gold · (9 Wo.)UK | US5 Platin · (40 Wo.)US | Erstveröffentlichung: 12. Juni 1990                   |
| 1994 | Rhythm of Love                 | — | — | — | UK14 (6 Wo.)UK | US3 ×2Doppelplatin · (38 Wo.)US                                                                                                   | Erstveröffentlichung: 13. September 1994              |
| 2004 | My Everything                  | — | — | — | — | US4 Gold · (20 Wo.)US | Erstveröffentlichung: 7. September 2004               |
| 2005 | Christmas Fantasy              | — | — | — | — | US120 (5 Wo.)US | Erstveröffentlichung: 4. Oktober 2005 Weihnachtsalbum |

### Livealben
- 2004: A Night of Rapture Live

### Kompilationen
| Jahr | Titel       | Höchstplatzierung, Gesamtwochen, AuszeichnungChartplatzierungen (Jahr, Titel, Platzierungen, Wochen, Auszeichnungen, Anmerkungen) | Höchstplatzierung, Gesamtwochen, AuszeichnungChartplatzierungen (Jahr, Titel, Platzierungen, Wochen, Auszeichnungen, Anmerkungen) | Höchstplatzierung, Gesamtwochen, AuszeichnungChartplatzierungen (Jahr, Titel, Platzierungen, Wochen, Auszeichnungen, Anmerkungen) | Höchstplatzierung, Gesamtwochen, AuszeichnungChartplatzierungen (Jahr, Titel, Platzierungen, Wochen, Auszeichnungen, Anmerkungen) | Höchstplatzierung, Gesamtwochen, AuszeichnungChartplatzierungen (Jahr, Titel, Platzierungen, Wochen, Auszeichnungen, Anmerkungen) | Anmerkungen                         |
| Jahr | Titel       | DE | AT | CH | UK | US | Anmerkungen                         |
| ---- | ----------- | --- | --- | --- | --- | --- | ----------------------------------- |
| 2002 | The Best of | — | — | — | UK49 (2 Wo.)UK | US118 Platin · (16 Wo.)US | Erstveröffentlichung: 18. Juni 2002 |

### Singles
| Jahr | Titel Album                                 | Höchstplatzierung, Gesamtwochen, AuszeichnungChartplatzierungen (Jahr, Titel, Album, Platzierungen, Wochen, Auszeichnungen, Anmerkungen) | Höchstplatzierung, Gesamtwochen, AuszeichnungChartplatzierungen (Jahr, Titel, Album, Platzierungen, Wochen, Auszeichnungen, Anmerkungen) | Höchstplatzierung, Gesamtwochen, AuszeichnungChartplatzierungen (Jahr, Titel, Album, Platzierungen, Wochen, Auszeichnungen, Anmerkungen) | Höchstplatzierung, Gesamtwochen, AuszeichnungChartplatzierungen (Jahr, Titel, Album, Platzierungen, Wochen, Auszeichnungen, Anmerkungen) | Höchstplatzierung, Gesamtwochen, AuszeichnungChartplatzierungen (Jahr, Titel, Album, Platzierungen, Wochen, Auszeichnungen, Anmerkungen) | Anmerkungen                          |
| Jahr | Titel Album                                 | DE | AT | CH | UK | US | Anmerkungen                          |
| ---- | ------------------------------------------- | --- | --- | --- | --- | --- | ------------------------------------ |
| 1986 | Sweet Love Rapture                          | — | — | — | UK13 Silber · (12 Wo.)UK | US8 (22 Wo.)US | Erstveröffentlichung: August 1986    |
| 1986 | Caught Up in the Rapture Rapture            | — | — | — | UK51 (5 Wo.)UK | US37 (18 Wo.)US | Erstveröffentlichung: November 1986  |
| 1987 | Same Ole Love (365 Days a Year) Rapture     | — | — | — | UK100 (1 Wo.)UK | US44 (14 Wo.)US | Erstveröffentlichung: März 1987      |
| 1987 | No One in the World Rapture                 | — | — | — | — | US44 (17 Wo.)US | Erstveröffentlichung: August 1987    |
| 1988 | Giving You the Best That I Got              | — | — | — | UK55 (3 Wo.)UK | US3 (22 Wo.)US | Erstveröffentlichung: September 1988 |
| 1988 | Just Because Giving You the Best That I Got | — | — | — | UK93 (1 Wo.)UK | US14 (16 Wo.)US | Erstveröffentlichung: Dezember 1988  |
| 1990 | Talk to Me Compositions                     | — | — | — | UK68 (2 Wo.)UK | US44 (13 Wo.)US | Erstveröffentlichung: Mai 1990       |
| 1990 | Soul Inspiration Compositions               | — | — | — | — | US72 (7 Wo.)US | Erstveröffentlichung: September 1990 |
| 1994 | Body and Soul Rhythm of Love                | — | — | — | UK48 (2 Wo.)UK | US36 (20 Wo.)US | Erstveröffentlichung: August 1994    |
| 1994 | I Apologize Rhythm of Love                  | — | — | — | UK80 (1 Wo.)UK | US74 (12 Wo.)US | Erstveröffentlichung: November 1994  |
| 2004 | You’re My Everything My Everything          | — | — | — | — | US74 (20 Wo.)US | Erstveröffentlichung: August 2004    |

Weitere Singles
- 1983: Angel
- 1983: No More Tears
- 1983: You’re the Best Thing Yet
- 1984: Feel the Need
- 1986: Watch Your Step
- 1987: Ain’t No Need to Worry (mit The Winans)
- 1989: Lead Me Into Love
- 1990: Fairy Tales
- 1995: It’s Been You
- 1995: When You Love Someone (mit James Ingram)
- 2004: How Does It Feel
- 2005: Serious
- 2012: Lately

### Videoalben
- 1989: One Night Of Rapture (US: Platin)